# Dorisco

Mapa donde se puede apreciar la ubicación de Dorisco, al norte.

Dorisco (en griego, Δορίσκος) era el nombre de un asentamiento fortificado situado a unos 10 km del mar, en la llanura litoral tracia que lleva el mismo nombre de Dorisco, al oeste de la desembocadura del río Hebro.

## Historia
Como en la localidad de Dorisco, que era una auténtica plaza fuerte, había acantonada una guarnición persa desde la campaña contra los escitas del rey persa Darío (513-512 a. C.),  Jerjes I tras cruzar el Helesponto reunió allí a sus fuerzas navales y terrestres.
Durante la Revuelta de Jonia (499 a. C.), Aristágoras, el tirano de Mileto, envió un emisario a Frigia para que se entrevistara con los peonios originarios del río Estrimón, que el general Megabazo había hecho prisioneros, y que abandonados a su suerte, habitaban en una aldea de Frigia. Les prometió ayuda para volver a su patria una vez llegaran hasta el mar, de donde pasaron a Quíos, pero un contingente de caballería persa fue tras ellos. Al no poder capturarlos los persas les ordenaron que emprendieran el regreso. Los quiotas los condujeron a Lesbos, y los lesbios a Dorisco, desde donde llegaron a Peonia por una ruta terrestre.
De ser histórico el relato de Heródoto, como los jonios sublevados querían que se les sumaran las ciudades del Helesponto, es probable que el desembarco de los peonios en Dorisco consituyera una maniobra de distracción sobre las fuerzas persas de la zona de los estrechos.